# Daroca de Rioja
Daroca de Rioja es un municipio y localidad española de la comunidad autónoma de La Rioja. El término municipal tiene una población de 66 habitantes (INE 2024).

## Geografía
La localidad está situada a unos 19 km de Logroño.

## Historia
Para conocer la historia de Daroca, es necesario saber, que su ubicación está a las faldas del denominado "Cerro Castillo" lugar donde, según su propio nombre se indica, se ubicaba el castillo del señorío de almoravid. Este señorío comprendía varios de los actuales términos municipales, Daroca, medrano, sotés, hornos... Se sabe que en el siglo XI fue uno de los señoríos más importantes de la zona de los cameros, Además la dueña del castillo Teresa de Almoravid, se desposó con el que era el Señor del Señorío de Calahorra. Sin embargo, el hijo de ésta (como todos los señores feudales de la época) se apropió de la recaudación para sufragar las contiendas de la reconquista. Motivo por el cual fue ajusticiado y a partir de ese momento se produjo el declive, teniendo que vender los diferentes terrenos que comprendían el señorío, lo que hizo que este quedara en el olvido. Aunque pueda parecer árabe, Almoravid no lo es, si nos vamos a la gran enciclopedia de navarra podemos encontrar el rastro del linaje Almoravid en el que se hace referencia Teresa de Almoravid.
Antes del siglo XI solamente era una zona de pastoreo y donde está situado actualmente era la ubicación de los corrales de vacas, cabras, ovejas, etc. 
A partir del siglo XII se hizo la iglesia del Patrocinio y con ella se comenzó a registrar la población; nacimientos, bautismos, casamientos y muertes, así como la Cofradía del Patrocinio que tiene por objeto ayudar a los inanes y más necesitados en las limosnas para la supervivencia. 
Una vez formado el padrón iniciado por María Daroca oriunda de Medrano se desarrolló junto con el pastoreo la labranza de la ribera del río Daroca con nacimiento en la fuente El Colorado y el río Cabañas con nacimiento en el Crucero. En esta ribera se implantaron las huertas para el consumo particular y en las zonas de secano como Cabezo, Las llecas, La Cabañera, Parejon, Val, etc. se destinaba a los cereales. 
A principios del siglo XIII se edificó la ermita de San Lorenzo en la zona del Charco y una vez al año se bajaba el Santo a la iglesia del pueblo, permaneciendo en la iglesia hasta el día 11 de septiembre cuando se le devolvía a su ermita.
En 1732 se celebra un pleito de la aldea de Daroca con Navarrete por la propiedad del monte Moncalvillo y con Hornos sobre el aprovechamiento del mismo. Estas disputas serán frecuentes a lo largo de la historia.
Mediante una Real Provisión en la que se realiza un censo para sufragar los gastos, se lleva a cabo la compra de la jurisdicción a la villa de Navarrete en 1793.
Hasta la reforma de la nomenclatura municipal de 1916 el municipio se llamaba simplemente Daroca. En dicha fecha su nombre fue modificado por el de Daroca de Rioja.

## Comunicaciones
Daroca se comunica con Logroño por la carretera local LR-341 que recorre diversos pueblos a los pies de la sierra de Moncalvillo. Una pista forestal asfaltada lleva a la cumbre del Serradero.

## Demografía
Cuenta con una población de 66 habitantes (INE 2024).
| Gráfica de evolución demográfica de Daroca de Rioja entre 1842 y 2021 |
| |
| Población de derecho según los censos de población del INE Población de hecho según los censos de población del INEEn estos censos se denominaba Daroca: 1842, 1857, 1860, 1877, 1887, 1897, 1900 y 1910 |

Daroca siempre ha sido una localidad muy pequeña ya que en su máximo histórico sólo ha tenido solamente 168 habitantes. Durante los años 60 y 70 sufrió un fuerte descenso poblacional debido al éxodo rural generalizado en toda España, pero desde los años 80 ha conseguido mantener su población gracias a diversos negocios locales como el conocido restaurante La Venta de Moncalvillo.  Aunque es un municipio pequeño mantiene cierta proporción de gente joven que frena el envejecimiento demográfico.

## Administración
| Periodo   | Nombre                                    | Partido |
| --------- | ----------------------------------------- | ------- |
| 1979-1983 | Félix Alonso Sáenz/ Jesús García Martínez | UCD     |
| 1983-1987 | Demetrio Alonso Martínez                  | AP      |
| 1987-1991 | Demetrio Alonso Martínez                  | PSOE    |
| 1991-1995 | José Mª Martínez Martínez                 | PSOE    |
| 1995-1999 | Mariano Antonio Grande Vaquerina          | PP      |
| 1999-2003 | José Antonio Rodríguez de Francisco       | PP      |
| 2003-2007 | Mª Isabel Rodríguez Alonso                | PP      |
| 2007-2011 | Mª Teresa Lourdes Álvarez Ocáriz          | PP      |
| 2011-2015 | Mª Teresa Lourdes Álvarez Ocáriz          | PP      |
| 2015-2019 | Mª Teresa Lourdes Álvarez Ocáriz          | PP      |
| 2019-2023 | Luis Armando Rodríguez Echapresto         | PP      |
| 2023-act. | Luis Armando Rodríguez Echapresto         | PP      |

## Economía

### Evolución de la deuda viva
El concepto de deuda viva contempla sólo las deudas con cajas y bancos relativas a créditos financieros, valores de renta fija y préstamos o créditos transferidos a terceros, excluyéndose, por tanto, la deuda comercial.
| Gráfica de evolución de la deuda viva del ayuntamiento entre 2008 y 2014                             |
| |
| Deuda viva del ayuntamiento en miles de Euros según datos del Ministerio de Hacienda y Ad. Públicas. |

La deuda viva municipal por habitante en 2014 ascendía a 0 €.

## Lugares de interés

### Edificios y monumentos

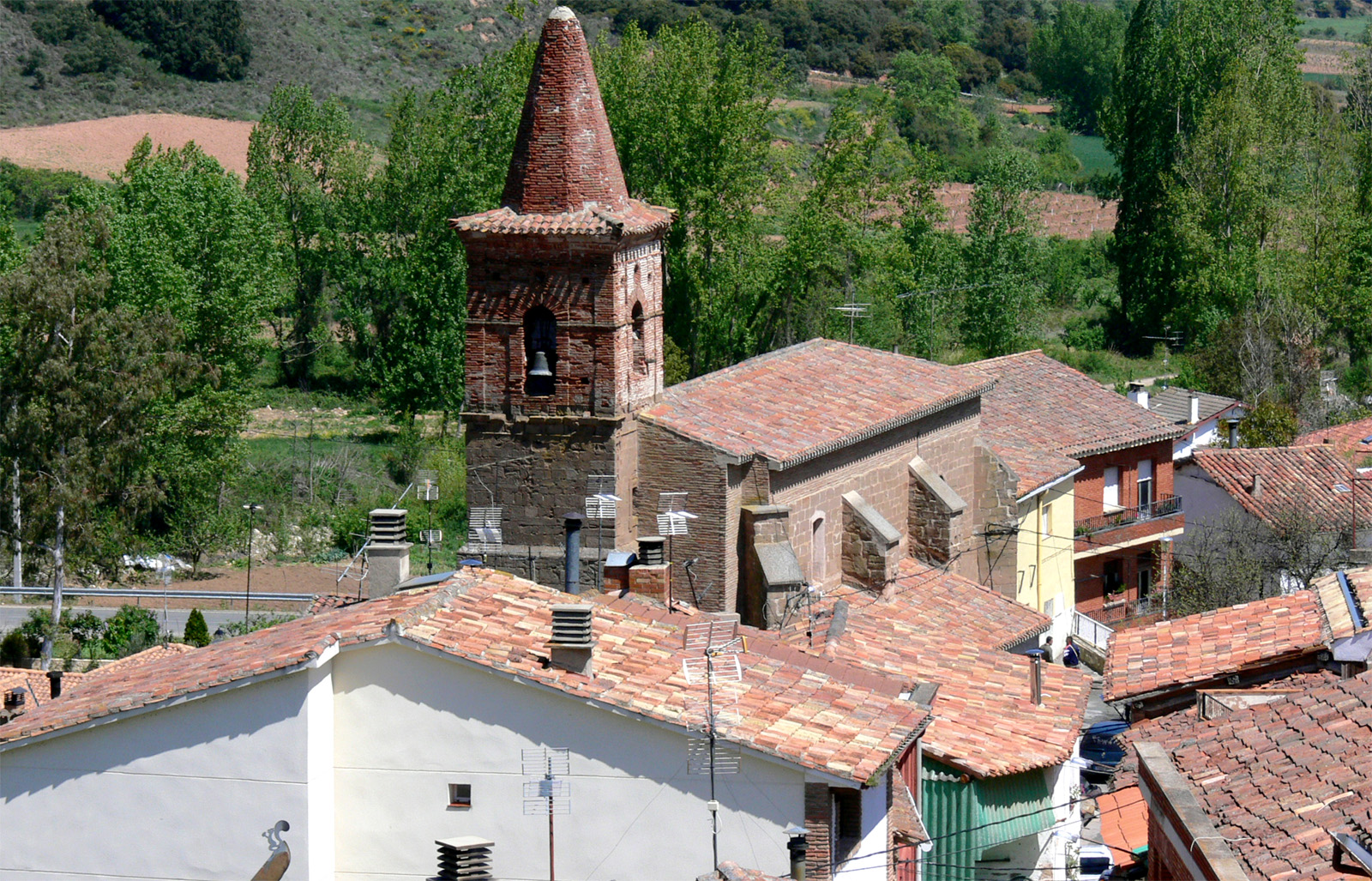
Iglesia de Nuestra Señora del Patrocinio.

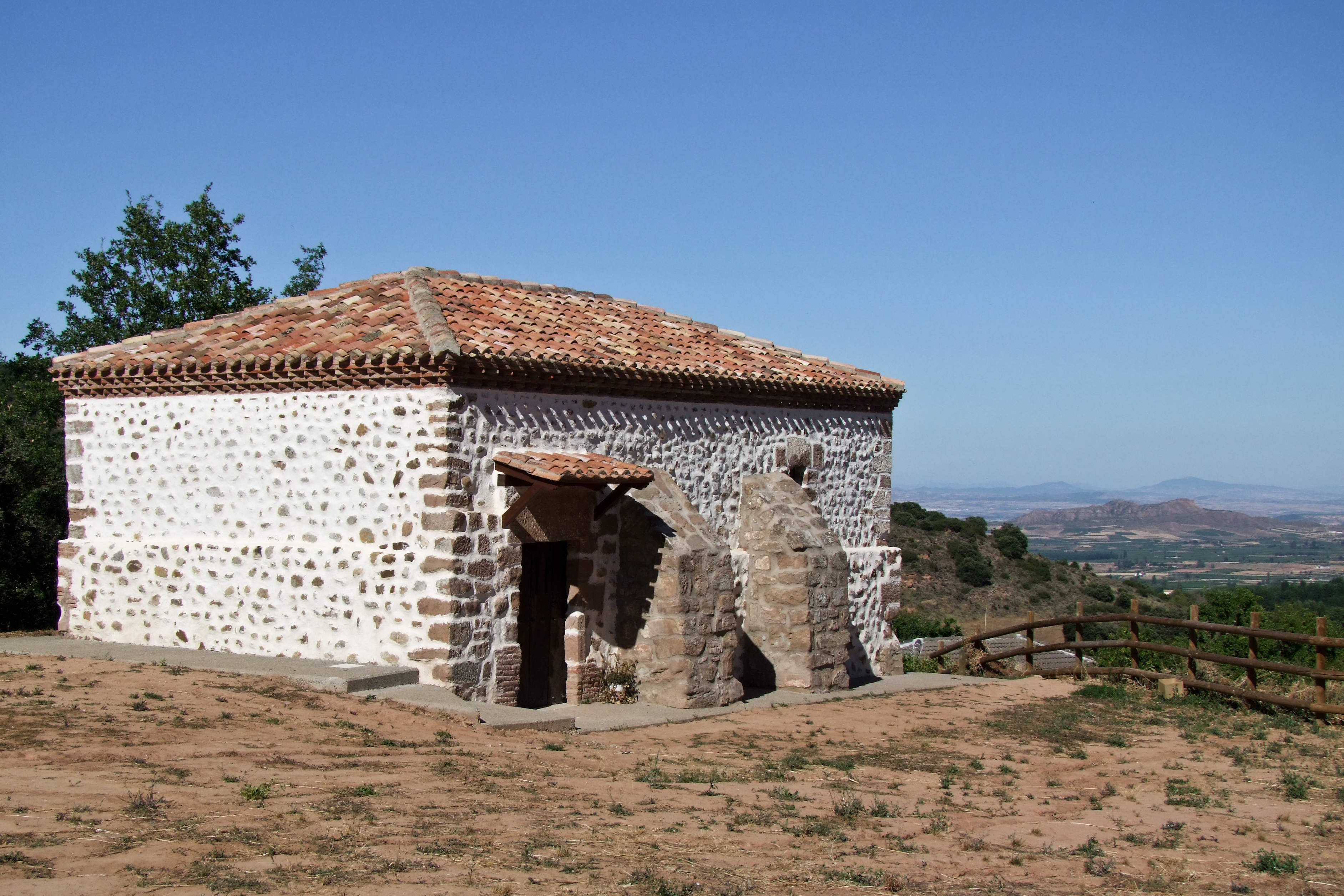
Ermita de San Lorenzo.

- Iglesia de Nuestra señora del Patrocinio. Iglesia realizada en fábrica de sillería y ladrillo. Se construyó en el siglo XVI aunque fue modificada en el siglo XVII simulándose las cornisas con yesería.
- Ermita de San Lorenzo. A las afueras de la localidad.

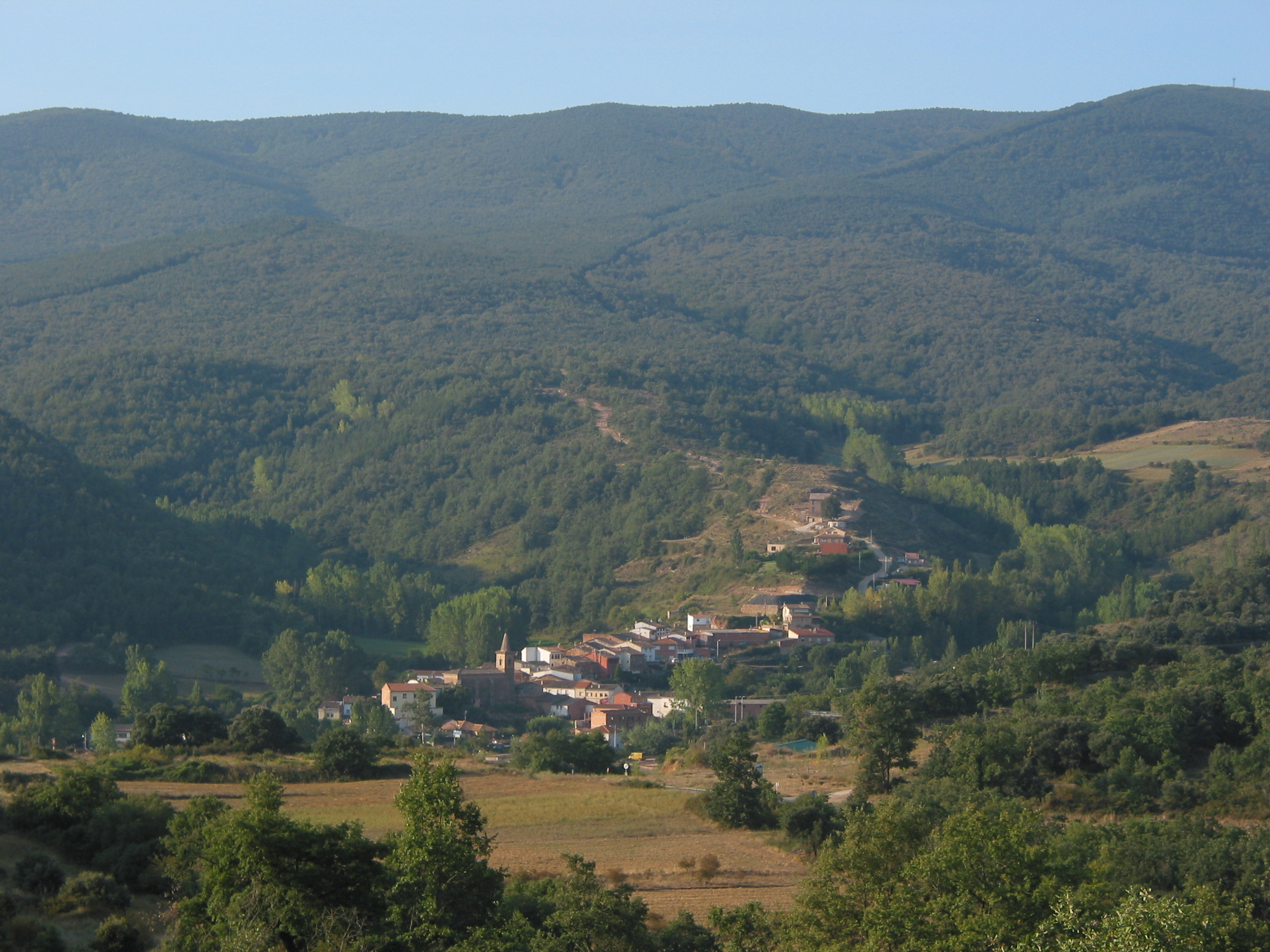
Daroca de Rioja a los pies de la sierra de Moncalvillo

### Otros lugares de interés
- Moral de Daroca de Rioja. Está situado en frente de la iglesia y su edad está estimada en 250 años. Hace años la copa alcanzaba el tejado de la iglesia, pero sus ramas más altas fueron podadas por el daño que causaban.[9]
- Barranco del Colorado
- Sierra de Moncalvillo

## Fiestas locales
- San Lorenzo: 10 de agosto. Celebradas con anterioridad en el mes de septiembre, las fiestas de San Lorenzo son las más significativas para el municipio y se desarrollan en agosto.
- Feria de maquinaria agrícola antigua: Primer fin de semana de septiembre, y desde 2007 de carácter bienal. Es una exposición de maquinaria y aperos antiguos en las calles y dependencias del pueblo acompañada de degustaciones y actos variados.
- San Lamberto: 30 de octubre.
- Virgen del Patrocinio: Durante el segundo fin de semana de noviembre. Anteriormente se solía llevar la imagen de esta virgen en procesión para pedir que lloviera. En la actualidad, la Cofradía celebra una comida. El Ayuntamiento y la Asociación Cultural "Amigos de Daroca de Rioja" realizan en esta fecha Actividades Culturales o fiestas de invierno.